# Koninklijke Vlaamse Krachtbalfederatie
Koninklijke Vlaamse Krachtbalfederatie, ook wel afgekort als KVKBF, is een Vlaamse sportbond.
In 1964 werd in de toen pas nieuwe sport krachtbal de Krachtbalfederatie opgericht. In het begin werd alles geregeld ten huize van Etienne Schotte, de ontwerper van de sport. Pas in 1985 kreeg de federatie een eigen secretariaat met betaalde medewerkers.
Omwille van de subsidies van de Vlaamse Gemeenschap werd de naam aangevuld met het voorvoegsel Vlaamse.  Oorspronkelijk was de Krachtbalfederatie een onafhankelijke sportbond, die gesubsidieerd werd door de Vlaamse Gemeenschap. Door nieuwe subsidiereglementen werd de federatie gedwongen samen te werken met een andere sportbond. De VKBF is daarom geïntegreerd in Falos, de sportbeweging binnen de KWB. Sinds 2014 mag de Krachtbalfederatie naar aanleiding van het vijftigjarig bestaan ook de titel Koninklijk voeren. 
De Koninklijke Vlaamse Krachtbalfederatie telde in 2014 ongeveer 40 clubs, verspreid over de vijf Vlaamse provincies. Iets meer dan de helft daarvan  komt uit West-Vlaanderen.